# Pachygone pubescens
Pachygone pubescens är en tvåhjärtbladig växtart som beskrevs av George Bentham. Pachygone pubescens ingår i släktet Pachygone och familjen Menispermaceae. Inga underarter finns listade i Catalogue of Life.